# Pernazène
Le Pernazène est un médicament, plus précisément un décongestionnant par voie nasale contenant un vasoconstricteur (son principe actif étant l'oxymétazoline), c'est-à-dire que ce médicament réduit la taille des vaisseaux sanguins pour soulager les congestions nasales au cours des rhinites et des sinusites de l'adulte. Comme tout médicament contenant un vasoconstricteur, la prise de Pernazène peut engendrer des effets indésirables graves, parmi lesquelles des AVC ou des infarctus du myocarde.